# Terremoto de Qir de 1972
El terremoto de Qir de 1972 ocurrió a las 05:36 hora local del 10 de abril de 1972. Tuvo una magnitud de 6,7 en la escala de magnitud de momento y una intensidad máxima percibida de IX en la escala de intensidad de Mercalli. El epicentro se produjo en la provincia de Fars, en el sur de Irán. El terremoto provocó la destrucción de Qir y graves daños a las ciudades y pueblos de los alrededores. El número estimado de muertos fue de 5.374 y 1.710 heridos.

## Entorno tectónico
El terremoto ocurrió en el dominio Fars del cinturón plegado y corrido de Zagros, que forma parte de la zona de colisión entre la Placa Arábiga y la Placa Euroasiática. El dominio Fars se encuentra en el extremo sureste de Zagros y es parte del 'cinturón simplemente plegado', que se caracteriza por el plegamiento por desprendimiento sobre la capa de sal de Ormuz del Neoproterozoico tardío al Cámbrico temprano. La mayoría de los terremotos tienen epicentros debajo de la capa de sal y se cree que representan fallas inversas en el sótano subyacente, lo que posiblemente implique la reactivación de fallas de rift más antiguas.

## Terremoto
Se cree que el terremoto fue causado por una ruptura a lo largo de una falla inversa con tendencia oesnoroeste-estesureste.El mecanismo focal sugiere que la falla inversa tiene una inclinación moderada hacia el sur o el norte.
El terremoto fue precedido por una serie de sacudidas en marzo de 1972, que provocaron que algunos habitantes de Hingam y Karzin se mudaran de sus casas.

## Daños
Los informes iniciales de víctimas mostraron que hubo 3.399 muertos en Qir y otros 889 heridos.Hubo 400 muertes en Gavakei, 300 más en Bian y 150 en Sekehravan. El número total de muertes según los informes iniciales fue de 5.374 y otros 1.710 heridos.
Los métodos de construcción utilizados en esa zona afectada provocaron altos niveles de daños.La mayoría de los edificios fueron construidos con ladrillos de adobe con un techo plano relativamente pesado de gruesas vigas de palmeras datileras que descansaban directamente sobre las paredes de ladrillo. La adición de capas de barro y paja para impermeabilizar aumentó la carga sobre las paredes.Estas estructuras tienen una resistencia muy baja a los terremotos y la mayoría de las muertes se produjeron debido al colapso de dichos edificios.Los tipos de construcción más modernos en general no obtuvieron mejores resultados, ya que no estaban diseñados adecuadamente y carecían de muchos de los elementos que los habrían hecho más resistentes.Incluso algunos de los edificios de ingeniería sufrieron graves daños debido a técnicas de diseño y construcción deficientes, como la falta de anclaje entre las vigas en I del techo de acero y las vigas de hormigón armado sobre las que descansaban.Una estructura, el puente de Shahabad, que fue bien diseñado y construido utilizando técnicas modernas, prácticamente no sufrió daños, en comparación con las casas de adobe de una aldea vecina, las cuales colapsaron.
El terremoto provocó daños en los qanats, con la destrucción de 180 pozos. El caudal de algunos manantiales se vio interrumpido.